# Bulbophyllum papilio
Bulbophyllum papilio là một loài phong lan thuộc chi Bulbophyllum.